# Alicia Díaz de la Fuente
Alicia Díaz de la Fuente (Madrid, 1967) est une compositrice espagnole, professeur de composition au Conservatoire royal supérieur de musique de Madrid,.

## Biographie
Elle a étudié l'orgue et la composition au conservatoire de Madrid où elle a eu pour professeur Antón García Avril. Elle a poursuivi ses études de composition à l'Université d'Alcalá de Henares sous la direction de José Luis de Delás (es). Elle a suivi à Paris des cours de composition et d'informatique musicale à l'IRCAM avec entre autres avec Marc-André Dalbavie, N. Schnell, J. Harvey et R. Reynolds,.
En 2022, elle reçoit le prix national espagnol de musique.